# Landesberufsschule Bad Gleichenberg
Die Landesberufsschule Bad Gleichenberg (LBS BG) ist eine berufsbildende Pflichtschule im Rahmen der dualen Ausbildung für die Lehrberufe im Hotel- und Gastgewerbe, der Fleischerei, der Bäckerei und der Konditorei in Bad Gleichenberg im Vulkanland in der Südoststeiermark.
Die Schule ist die größte Tourismusberufsschule Österreichs.
Zusammen mit den Tourismusschulen Bad Gleichenberg (TS BG) und dem Campus Bad Gleichenberg der Fachhochschule Joanneum Graz bietet der Ort eine einschlägige Berufsausbildung vom Lehrberuf bis zum Masterstudium.

## Geschichte
Bad Gleichenberg ist noch aus der Monarchiezeit her eine der ältesten Kurstädte (1843) und verfügt über natürliche Mineralquellen. Der florierende Kurbetrieb kam im Zuge des Zweiten Weltkriegs aber vollständig zum Erliegen. Daher wurde 1949 die von den Wirtschaftskammern 1946 gegründete Gastwirtefachschule Pichl an der Enns (heute TS BG) nach Gleichenberg übersiedelt.
1950/1953 wurde hier auch die Landesberufsschule Bad Gleichenberg (LBS) gegründet.
Dazu wurde das 1845 erbaute Hotel „Zur Stadt Mailand“ adaptiert.
1965 übernahm das Land Steiermark das Objekt Mailand von der Gemeinde.
Die Gastwirtefachschule war im Laufe des Thermenboom der 1980er (Aufbau der Marke Vulkanland für den ganzen Raum Südoststeiermark) sukzessive zu einer umfassenden berufsbildenden mittleren und höheren Schule ausgebaut worden, und 2001 begann auch die Fachhochschule Joanneum am Standort einen Studiengang. Damit wurde Bad Gleichenberg quasi das internationale Kompetenzzentrum für Tourismus für Südostösterreich.  Im Vergleich etwa Tirol und Salzburg, wo die Tourismusschulen  mitten in den wintersportlichen Zentralregionen angesiedelt sind, musste die – bis auf die Obersteiermark – auch im Tourismus eher strukturschwache Steiermark um ein eigenständiges Profil bemühen, und ist damit durchaus erfolgreich.
So ist die Berufsschule heute eine der größten der Steiermark und die größte Tourismusberufsschule Österreichs.

## Organisation
Die Landesberufschule wird vom Land Steiermark geführt. Direktor ist derzeit (2021) Wolfgang Gressel, BEd MA.
Internatserhalter ist die Wirtschaftskammer Steiermark unter der Leitung von Hermine Url.

## Ausbildung und Internat
Die Berufsschule ist die berufsbildende Pflichtschule für alle steirischen Lehrlinge folgender Berufe:
- Koch/Köchin: 3 Jahre Lehrzeit
- Restaurantfachmann/frau: 3 Jahre Lehrzeit
- Gastronomiefachmann/frau: 4 Jahre Lehrzeit
- Systemgastronomiefachmann/frau: 3 Jahre Lehrzeit (zusätzliche Lehrlinge aus dem Burgenland und Kärnten)
- Hotel- und Gastgewerbeassistent/in: 3 Jahre Lehrzeit (zusätzliche Lehrlinge aus dem Burgenland)
- Obst- und Gemüsekonservierer/in: 2 Jahre Lehrzeit (Lehrlinge aus ganz Österreich)
- Hotelkaufmann/frau: 3 Jahre Lehrzeit (zusätzliche Lehrlinge aus dem Burgenland und Kärnten)
- Hotel- und Restaurantfachmann/frau: 4 Jahre Lehrzeit (zusätzliche Lehrlinge aus dem Burgenland und Kärnten)
- Bäcker/Bäckerin: 3 Jahre Lehrzeit
- Konditor/Konditorin: 3 Jahre Lehrzeit
- Fleischverarbeiter/in: 3 Jahre Lehrzeit
- Fleischverkäufer/in: 3 Jahre Lehrzeit
- Backtechnologie: 3,5 Jahre Lehrzeit

In der lehrgangsmäßig geführten Berufsschule erfolgt der Unterricht blockweise pro Lehrjahr. Der Unterrichtsbesuch ist als öffentliche Pflichtschule bei einem aufrechten Lehrverhältnis kostenlos. Die Internatskosten betragen um EUR 984,00 je 9-1/3-wöchiger Lehrgangsdauer.

## Bauliches

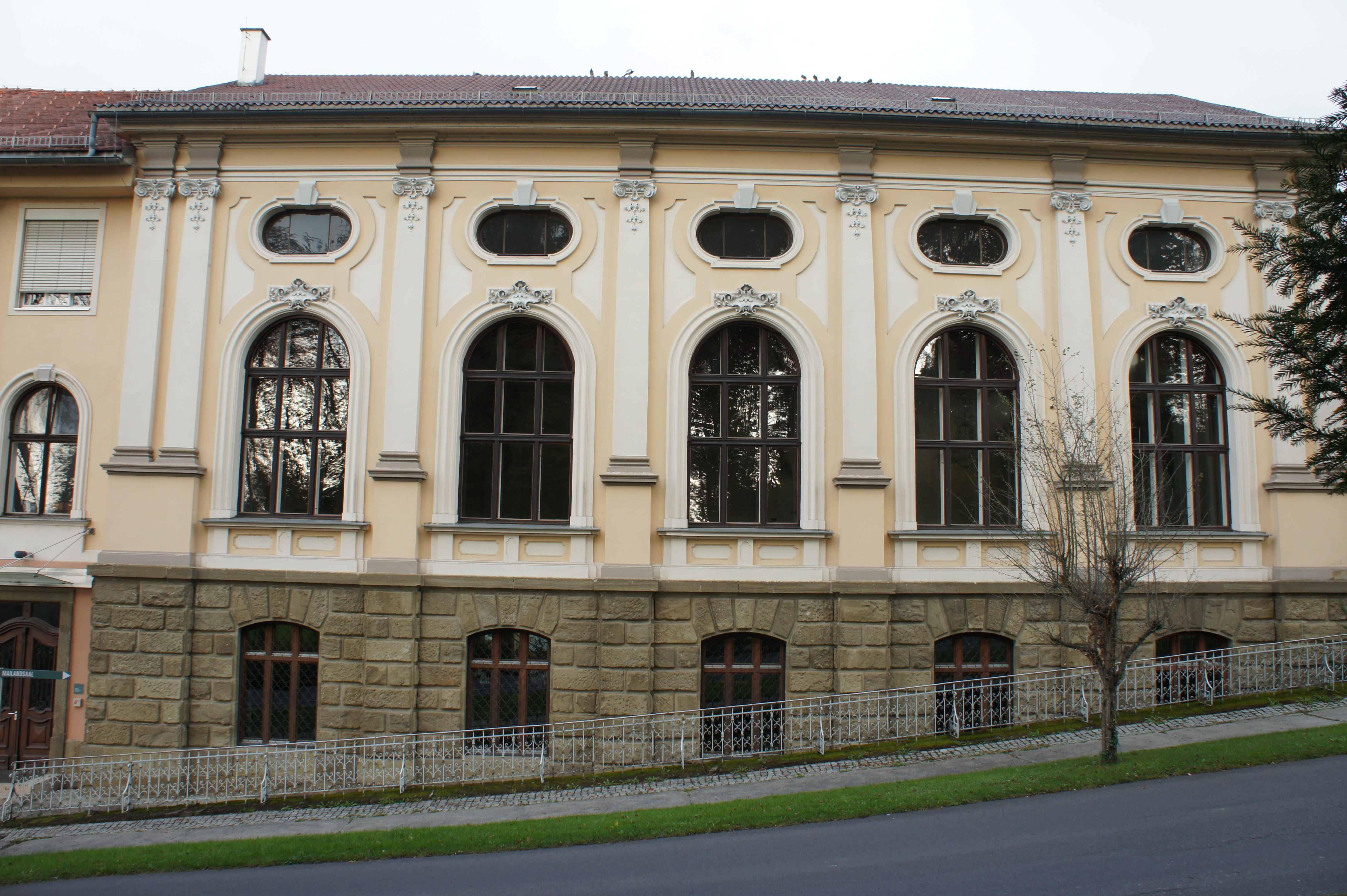
Fassade des Ehemaligen Hotels Mailand (Fensterzeile des Prunksaales)

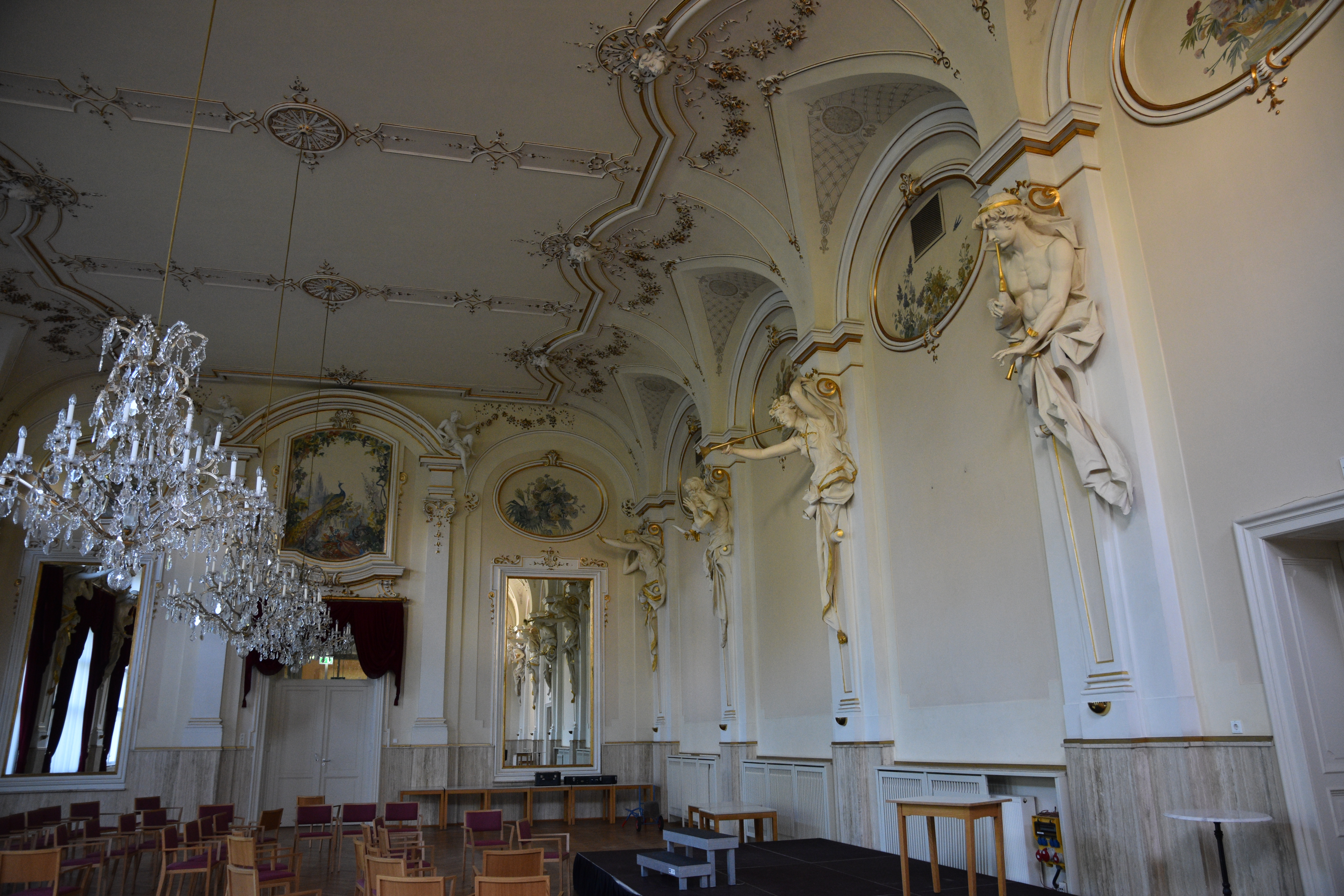
Mailandsaal

Das Areal der Landesberufsschule und des Lehrlingshauses Bad Gleichenberg liegt nördlich des Kurparks.
Kern dieses Schulzentrums ist das ehemalige Hotel Mailand. Dieses wurde 1845 vom Gastwirt Franz Schwarz erbaut. Die einzelnen Häuser wurden schon um die Jahrhundertwende zu einem Baukomplex geschlossen. Besonderheit des  Gebäudes ist der 1895 vollendete Mailandsaal, welcher unter Denkmalschutz steht und einer der schönsten Prunksäle der Steiermark ist.